# Абушенко Семен Дмитрович
Семен Дмитрович Абушенко (нар. 1906, село Іванівка Воронезького повіту Воронезької губернії, тепер Воронезька область, Російська Федерація — пом. 1959) — діяч органів державної безпеки, народний комісар державної безпеки Киргизької РСР. Депутат Верховної Ради СРСР 1-го скликання (з 1941).

## Біографія
Народився у родині селянина-бідняка. З семи років був наймитом, пас худобу. У 1916 році закінчив сільську школу в Іванівці. У вересні 1920 — грудні 1924 року працював помічником коваля, ковалем сільськогосподарських ремонтних майстерень Перелешинського радгоспу у селі Іванівці Воронезького повіту. Член комсомолу з 1922 року.
У січні — жовтні 1925 р. — економічний працівник волосного комітету комсомолу (РЛКСМ) у селі Верхня Хава Воронезької губернії. У жовтні 1925 — травні 1930 р. — коваль, машиніст парового молота на заводі імені Дзержинського міста Воронежа.
Член ВКП(б) з травня 1928 року.
У травні 1930 — вересні 1933 р. — студент Московського гірничого інституту. У вересні 1933 — серпні 1934 р. — старший інженер Воронезької районної електростанції. У серпні 1934 — квітні 1935 р. — студент Московського гірничого інституту.
У квітні 1935 — лютому 1936 р. — начальник електроцеху Воронезького заводу № 16. У лютому 1936 — листопаді 1937 р. — інженер-монтажник «Енергопрому» у місті Воронежі. У листопаді 1937 — травні 1938 р. — заступник головного інженера Воронезького водоканалтресту. У травні 1938 — січні 1939 р. — секретар партійного комітету ВКП(б) Воронезького заводу імені Леніна.
З січня 1939 (листопада 1938) р. — в органах НКВС СРСР.
5 березня 1939 — 26 лютого 1941 р. — народний комісар внутрішніх справ Киргизької РСР. 26 лютого — 31 липня 1941 р. — народний комісар державної безпеки Киргизької РСР.
Учасник німецько-радянської війни. У серпні 1941 — травні 1942 р. — заступник начальника оборонного будівництва НКВС Північного фронту. У травні 1942 — липні 1943 р. — заступник начальника Особливого відділу НКВС 43-ї армії. У липні 1943 — травні 1946 р. — заступник начальника Відділу контррозвідки Смерш 3-ї ударної армії.
У 1946 році переведений на державно-адміністративну роботу в Міністерство вугільної промисловості західних районів СРСР. У липні — жовтні 1946 р. — начальник відділу імпорту, у жовтні 1946 — грудні 1948 р. — начальник Управління особливих постачань імпорту, у грудні 1948 — січні 1949 р. — начальник відділу рудоремонтних заводів енергоуправління Міністерства вугільної промисловості західних районів СРСР.
У січні 1949 — грудні 1952 р. — начальник сектору відділу гірничого контролю Головної державної гірничої технічної інспекції Міністерства вугільної промисловості СРСР. У грудні 1952 — квітні 1954 р. — головний гірничо-технічний інспектор Головної державної гірничої технічної інспекції Міністерства вугільної промисловості СРСР

## Звання
- капітан держбезпеки (21.02.1939)
- майор держбезпеки (27.03.1941)
- полковник держбезпеки (14.02.1943)

## Нагороди
- орден «Знак Пошани» (26.04.1940)
- орден Трудового Червоного Прапора(13.01.1941)
- орден Червоного Прапора
- орден Вітчизняної Війни 1-го ст.
- орден Червоної Зірки
- п'ять медалей